# Observatorio de Tartu
El Observatorio de Tartu (en estonio: Tartu Observatoorium) es el mayor observatorio astronómico de Estonia. Está situado en la colina de Tõravere a unos 20 km al sudoeste de Tartu en el municipio de Nõo Parish en el condado de Tartu.
El antiguo observatorio de Tartu es mundialmente conocido por ser el primer punto de referencia para el Arco Geodésico de Struve, un sistema de medición geodésica desarrollado por el astrónomo alemán  Friedrich Georg Wilhelm von Struve.

## Historia

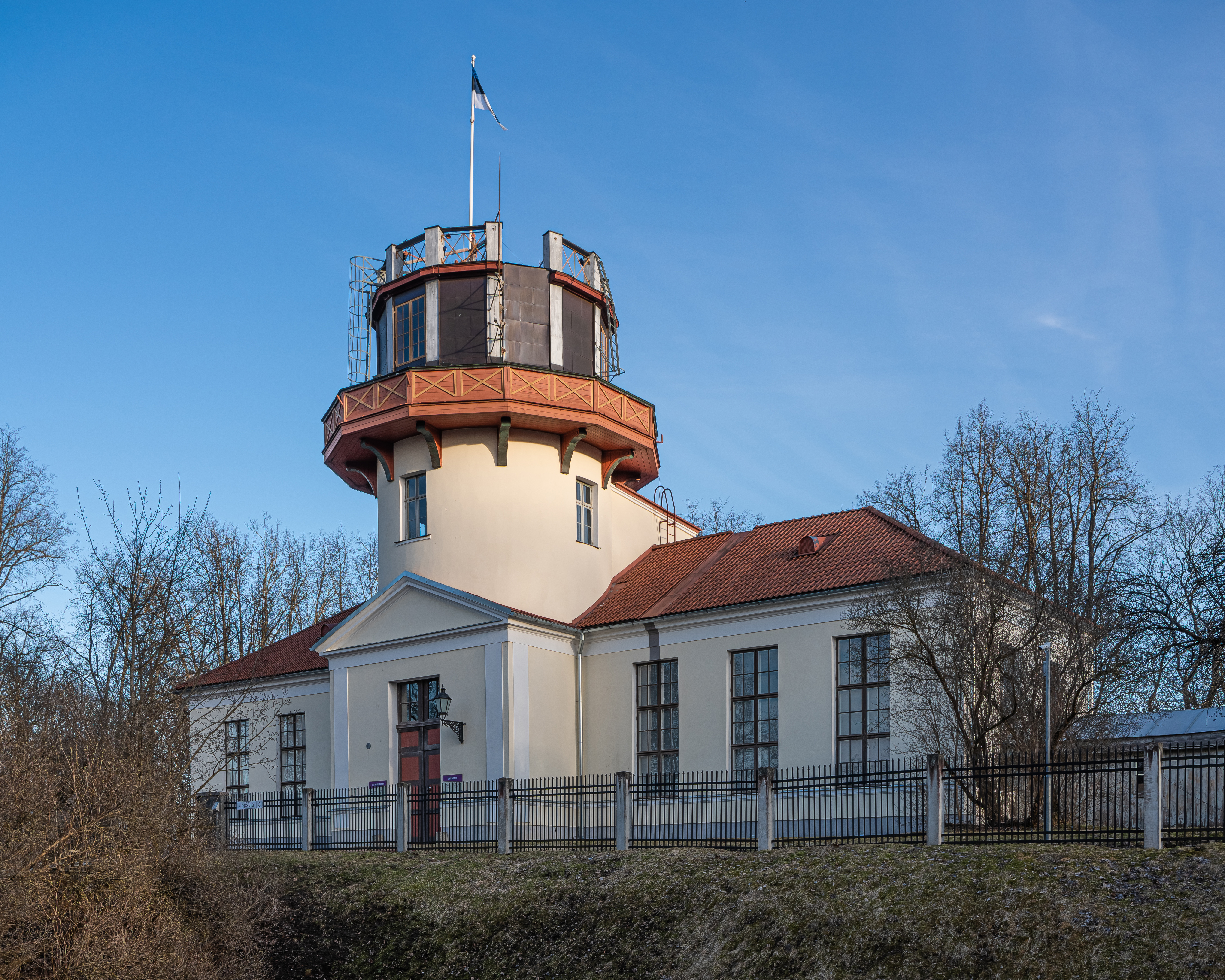
El antiguo edificio del observatorio en la universidad.

El Observatorio de Tartu se construyó sobre la colina Toome en la Universidad imperial de Dorpat (más tarde Universidad de Tartu) y el edificio del observatorio se finalizó en 1810. El primer observador jefe fue Ernst Friedrich Knorre. La instrumentación fue instalada en 1814 por el propio Von Struve quien comenzó con las observaciones inmediatamente. En 1824 se instaló un refractor Fraunhofer de 9", el telescopio acromático más grande de su tiempo.
Cuando von Struve comenzó a desarrollar su arco geodésico en 1816, el umbral de la puerta del observatorio se convirtió en su primer punto de referencia.
En 1946 la universidad dejó de ocuparse de la gestión del observatorio y pasó a manos de la Academia de Ciencias de Estonia quienes en 1950 comenzaron a buscar un nuevo emplazamiento observacional. Una parcela de tierra en la colina Tõravere fue asignada para dicho propósito y en 1958 comenzó su construcción finalizándose en 1963. La mayoría de los astrónomos del antiguo observatorio se trasladaron a las nuevas instalaciones y su nuevo telescopio reflector de 0,50 m vio su primera luz en ese mismo año.
En 1964, en el transcurso de una conferencia internacional, se acordó cambiar el nombre de Observatorio Tartu por el de Observatorio von Struve, nombre que se mantuvo hasta 1995 en que se decidió que volviera a su denominación original; Observatorio Tartu.
En 1974 entró en funcionamiento un telescopio de Cassegrain de 1,5 m y en 1998 uno reflector de 0,6 m, el cual ha sido su última y mejor adquisición hasta el día de hoy.
El antiguo edificio del observatorio sirve en la actualidad como museo y es parte de un centro público de educación científica.
Además de Von Struve, varios importantes científicos han estado relacionados con el observatorio como son Ernst Öpik, Oskar Backlund, Thomas Clausen, Grigori Kuzmín o Jaan Einasto.

## Equipamiento
El observatorio posee dos telescopios principales. Un Telescopio de Cassegrain de 150 cm el cual es el más grande del norte de Europa y utilizado para observaciones espectroscópicas y un segundo telescopio reflector de 0,6 m para realizar observaciones fotométricas. En los terrenos del observatorio también hay instalada una estación meteorológica.